# Webconverger
Webconverger was een Linuxdistributie die kon worden gebruikt om toegang te verkrijgen tot het internet. Het was bedoeld om gebruikt te worden in kiosks en andere openbare plaatsen. Het besturingssysteem was opgebouwd rond Iceweasel en werkt steeds met één venster met één of meerdere tabbladen. Webconverger is gebaseerd op Debian en werkt standaard als live-cd, maar het kan ook worden geïnstalleerd op de harde schijf. Doordat de Linuxdistributie geen hoge systeemeisen heeft, draait deze ook goed op oudere en tragere computers. Het ISO-installatiebestand is kleiner dan 400 megabyte.
Webconverger is net als de meeste Linuxdistributies opensourcesoftware die onderhouden wordt in een eigen, publieke git-repository. Het is in gecompileerde vorm beschikbaar voor x86- en x64-computers. De eerste versie werd uitgebracht in 2007.

## Functionaliteit
Met Webconverger is het mogelijk om websites te bezoeken. Volgende inhoud kan worden geopend:
- JPEG- en PNG-bestanden
- Flash-inhoud, door middel van de ingebouwde Flash Player
- PDF-bestanden, via de ingebouwde PDF-lezer

Verder zijn volgende functies nog aanwezig:
- Ondersteuning voor bekabelde en draadloze netwerken via DHCP
- Internationalisatie, inclusief invoermethoden voor Chinees, Japans en Koreaans[3] (zie Lijst van Unicode-subbereiken)
- Google Talk, om video- en audiogesprekken te voeren over het internet[4]
- Automatische updates[5]
- Whitelist, om alle sites die hierop staan toe te laten en de rest te blokkeren

## Onderdelen
Webconverger bestaat uit:
- De Linuxkernel, de hoofdcomponent van elke Linuxdistributie
- Iceweasel, een op Firefox gebaseerde webbrowser
- De windowmanager dwm, die het enige venster beheert
- De Firefox- en Iceweasel-add-on Webconverger[6], die de browser naar eenvoudige kioskmodus brengt.